# Bath City Football Club
O Bath City Football Club é um clube semi-profissional de futebol sediado em Bath, Somerset, Inglaterra. O clube está filiado na Somerset FA e compete actualmente na National League South, a sixth tier do English football. Apelidado de "Romanos", o clube foi fundado em 1889 como "Bath AFC" e mudou o nome para Bath City em 1905. Desde 1932, o clube realiza os seus jogos em casa no Twerton Park.
O clube passou os primeiros três anos da sua história no início da década de 1890 como clube de futebol da associação de Bath. O Bath venceu a Southern League Western Section em 1930, e novamente em 1933, que era vista como a segunda melhor competição em Inglaterra na altura. O clube foi muito discutido para entrar na Terceira Divisão da Liga de Futebol durante a década de 1930, embora o Bath tenha perdido a eleição para a Football League em várias ocasiões, incluindo 1935, 1978 e em 1985. Com a eclosão da Segunda Guerra Mundial, o clube ganhou a Football League North - tornando-o o único clube não pertencente à Liga de Futebol a ter ganho um troféu da English Football League. O Bath chegou à terceira ronda da Taça de Inglaterra seis vezes, vencendo equipas da liga como; Crystal Palace (em 1931), Millwall (em 1959), e Cardiff City (em 1992). O clube sagrou-se campeão da Southern League em 1960 e 1978; o escalão máximo do futebol não pertencente à Liga na altura. Após um período de declínio relativo na década de 1990, o Bath foi rebaixado para o sétimo escalão em 2004, o escalão mais baixo em que o clube já esteve. No entanto, foi promovido em 2007, e novamente em 2010, e jogou futebol de nível cinco pela primeira vez desde 1997, embora o clube tenha sido rebaixado em 2012 e tenha jogado na National League South desde então.
As suas principais rivalidades são com o colega Somerset clube Yeovil Town e Wiltshire clube, Chippenham Town. O apelido do clube deriva da antiga história da Romana de Bath. O primeiro vestuário registado do clube foi calções azuis e camisolas brancas em 1900, embora o clube tenha mudado para riscas pretas e brancas no início do século XX e as cores tenham permanecido desde então. O emblema do clube representa as muralhas da cidade de Bath, que protegiam a cidade durante a época romana. O Twerton Park já teve capacidade para 20 000 adeptos, tendo o recorde de assistência do clube, 18 020, sido registado em 1960, mas o Relatório Taylor, no final da década de 1980, e a subsequente modernização dos estádios de futebol ingleses reduziram esse número para mais de metade. O que é o Relatório Taylor?

## História

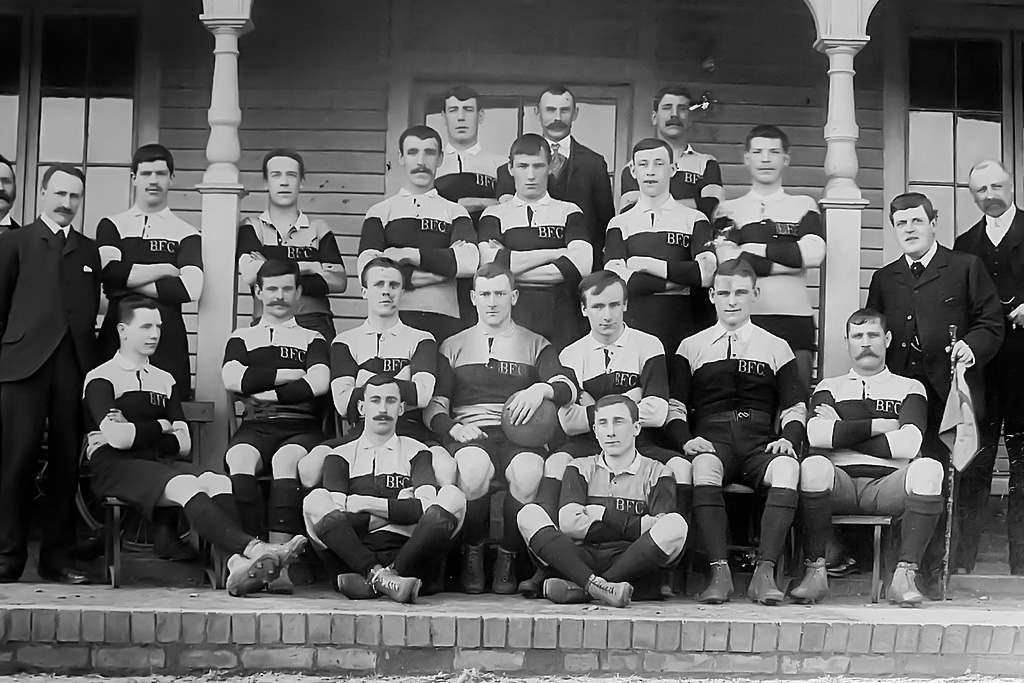
1890-91

### Formação e primeiros anos (1889-1925)
A 19 de Julho de 1889, o Bath City foi formado como Bath AFC (Bath Association Football Club) no hotel Christopher na cidade, um grupo de homens reuniu-se para considerar a formação de um clube associativo. Um homem chamado Sr. Cater formou o clube e a equipa começou a jogar no North Parade Ground em Bathwick, a leste do centro da cidade junto ao rio Avon. O Bath disputou o seu primeiro jogo registado a 10 de Outubro de 1889, no qual perdeu 9-4 para o Trowbridge Town no The North Parade Ground. O primeiro jogo que o Bath AFC disputou fora de casa foi dias mais tarde, contra o Eastville Rovers em Clifton, Bristol perante uma multidão de 5.000 pessoas, a 30 de Outubro de 1889.
Os jogos da época primordial do clube incluíam jogos contra equipas como Weston-super-Mare, Swindon e Gloucester. Na época seguinte, o Bath jogou regularmente amigáveis com equipas locais de Somerset, incluindo equipas como o Yeovil Casuals e o Taunton United. Em 1891, o clube estava a debater-se com grandes dificuldades financeiras. Em consequência, foi proposto que o Bath AFC se fundisse com o clube local rugby; Bath Football Club.
Durante nove anos, o clube deixou de jogar. Até que, em 11 de Setembro de 1900, o Bath AFC foi reformado por membros do Bath Association Cricket Club, liderados pelo eventual jogador, William Hyman. Foi convocada uma grande reunião no Railway Hotel, na James Street, no centro da cidade, para discutir, e de forma viável, uma equipa de futebol de associação para representar a cidade de Bath. A reunião foi um sucesso e o Bath City FC, de seu nome, nasceu oficialmente. Hyman chegou a marcar 131 golos pelo Bath no início do século XX, o que faz dele, até hoje, o segundo maior goleador de todos os tempos do clube, além de atuar frequentemente como secretário honorário do clube nas reuniões do conselho. A sede e os balneários ficariam perto do campo, no pub Belvoir Castle.

Durante a reunião no The Railway Hotel em que o clube foi formado, os membros sugeriram que o traje da equipa deveria ser calções azuis e camisas brancas, no entanto, estas cores só duraram pouco tempo. Em 1900, o clube comprou o Belvoir Castle Ground em East Twerton, junto à estação ferroviária de Oldfield Park e não muito longe do rio Avon, Bristol. Simultaneamente, o clube entrou no futebol competitivo, começando a jogar na Wiltshire Football League, terminando em sétimo lugar na sua primeira época.

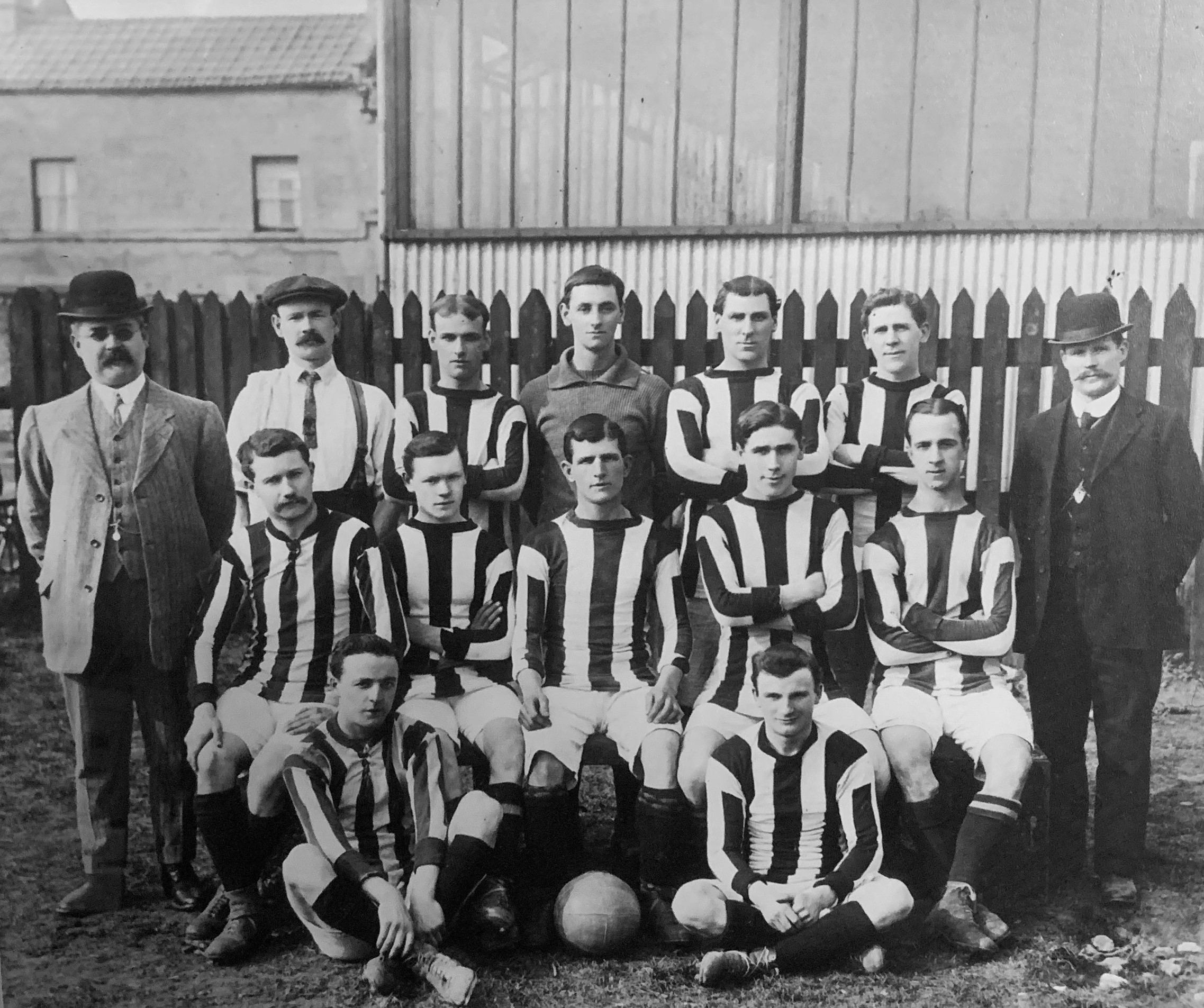
1910-11 Bath City squad

Mudaram de nome de Bath City para Bath Railway em 1902. Nesse ano, foi formada uma competição anual conhecida como "Bath District League", na qual o clube competia contra outros clubes locais de Bath, como Bath Rovers, Weston All Saints e Twerton Street Michaels. A 26 de Julho de 1905, o clube alterou o nome pela última vez, voltando a designar-se por "Bath City FC"; o nome manteve-se inalterado até aos dias de hoje.
No ano seguinte, o clube entrou para a primeira divisão da Bristol and District League, na qual permaneceu durante dois anos. Em 1908, o clube de Bath juntou-se pela primeira vez a uma divisão multi-condado, ingressando na Western League Division Two. Depois de passar para uma divisão superior, o clube decidiu colocar a sua equipa de reserva na Bath District League, em vez da primeira.
Em 1909, Charles Pinker foi nomeado director, e nesse ano, o clube subiu para a Divisão Um da Liga Ocidental. Bath terminou em terceiro lugar a este nível na temporada 1910-11. e depois ficou em segundo lugar na Divisão Um da Liga Ocidental durante a temporada 1913-14.
Cinco anos mais tarde, o Bath City trocou o Castelo Belvoir e Twerton, pelo Lambridge Show Ground em Larkhall junto ao Rio Avon. O Bath permaneceu na Western League até 1921, altura em que se juntou à Secção Inglesa da Southern League, considerada a divisão mais forte fora da Football League League na altura. Mais de 4.000 pessoas assistiram ao primeiro jogo de sempre do clube na Southern League, uma derrota por 2-1 frente ao Swindon Town.
Em 1921, o treinador Charles Pinker deixou o clube após um período de doze anos de sucesso. Foi substituído por Billy Tout, antigo jogador do Swindon Town F.C.|Swindon Town, que conduziu o clube pela primeira vez à divisão superior de futebol não pertencente à Liga. Tout manteve este cargo até 1925.

### Os anos Ted Davis e a perda da Liga de Futebol (1925-1958)
Em 1925, Pinker foi novamente nomeado para o Bath City, embora não tenha conseguido obter o mesmo sucesso na Southern League que tinha obtido na Western League, terminando em décimo quarto e depois em décimo primeiro lugar. Em Agosto de 1926, o clube estava à beira da extinção, em parte devido ao facto de os adeptos estarem "desanimados com a má sorte das últimas épocas" e à falta de "apoio suficiente".
No entanto, a 21 de Agosto de 1926, realizou-se uma grande reunião, constituída maioritariamente por adeptos e dirigentes do clube. Devido à nomeação de um novo comité e ao aumento do número de accionistas do clube de adeptos, a soma necessária de 500 libras foi atingida e o clube foi "salvo".

Um ano depois, Ted Davis foi nomeado para o Bath City. Em 1929, Davis conquistou para o clube o seu primeiro troféu competitivo, a Somerset Cup. Na época seguinte, a equipa terminou em primeiro lugar na Southern League Western Section - a melhor classificação de sempre do clube na liga. Embora o Bath tenha perdido por 3-2 nos play offs para os campeões da Secção Oriental Aldershot Town, a equipa não foi eleita para a Terceira Divisão. A época foi classificada como "a melhor da história do clube" pelo Bath Chronicle na altura.

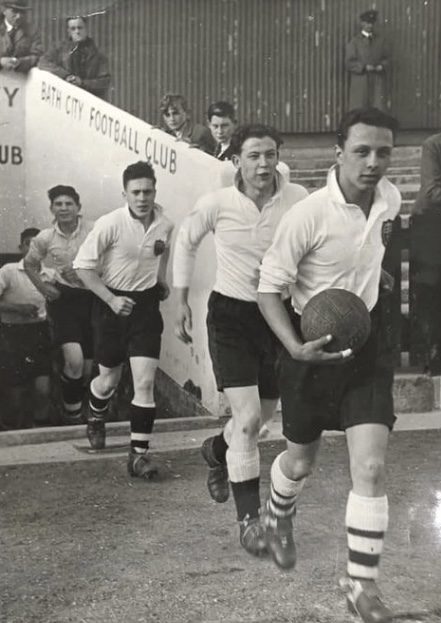
Bath city players entering the pitch in the 1930s

Em 1932, o clube regressou a Twerton e começou a disputar jogos em casa no recém-construído Twerton Park, com a comunidade a estender bandeiras e fitas ao longo da High Street para "celebrar o regresso do futebol à zona". O primeiro jogo no novo recinto foi um jogo entre o Bristol Rovers Reserves e o Bath City, da Southern League.

O sentimento geral foi de alívio, resumido pela manchete do Chronicle "Tudo está bem com Bath City". O Bath venceu por 2-0 perante 2.936 espectadores. A nova contratação do treinador Ted Davis, Reg Trotman, um homem cuja reputação futebolística tinha sido construída no Rovers, marcou os dois golos de uma "vitória fácil".

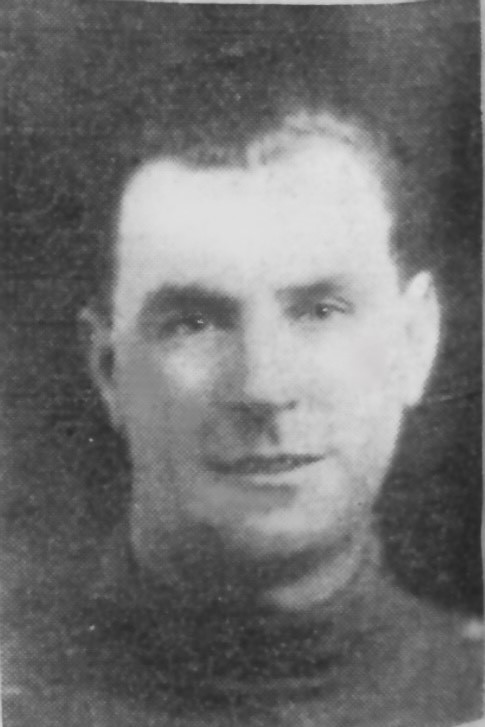
Ted Davis é o treinador mais bem sucedido de sempre do Bath City

Em 1933, o clube venceu pela segunda vez a Western Section da Southern League, mas perdeu novamente na última final para os campeões da Eastern Section Norwich City por 2-1.
Durante este período, o clube estava a ser fortemente discutido para entrar na Terceira Divisão da Liga de Futebol. Em 1937, Davis deixou Bath para ir para o Colchester United. A equipa permaneceu na Southern League até 1939, com o antigo Liverpool player e Scottish international, Alex Raisbeck como treinador da equipa principal de 1938 a 1939.
Raisbeck deixou o clube para ser substituído por Ted Davis, na sua segunda passagem pelo Bath. No Verão de 1939, Arthur Mortimer foi nomeado novo presidente do clube. Com o início da Segunda Guerra Mundial, o clube foi, por acaso, aceite para se juntar à temporária Football League North, competindo com clubes como o Liverpool, Manchester United, Aston Villa e Everton. Nessa época, o clube disputou o jogo com maior afluência de público até à data, defrontando o Aston Villa no Villa Park perante mais de 30.000 espectadores. A equipa acabou por ser campeã sob o comando de Davis, tornando-se assim a única equipa semi-profissional a ganhar um troféu da Football League.
Em janeiro da temporada 1941-42, o Bath usou números pela primeira vez, jogando contra o Lovells Athletic diante de 5.000 pessoas. Em 1944, o clube estava, mais uma vez, em conversações para entrar na Liga Inglesa de Futebol, com o objectivo de ser admitido ou na Terceira Divisão, ou na planeada Quarta Divisão, que ainda não tinha sido estabelecida. O Bath foi informado durante uma reunião no Guildhall por um dos principais membros do comité de reconstrução da Football League, que a oportunidade de entrar para a planeada quarta divisão era "uma oportunidade para o Bath".  Na altura, o Twerton Park também estava a ser fortemente discutido para expansão, para uma capacidade de 40 000 lugares, com o objectivo de se tornar "um estádio digno da cidade e do oeste".
No entanto, em 27 de Julho de 1945, o comité de gestão da Liga de Futebol recusou-se a permitir a entrada de qualquer clube não pertencente à Liga de Futebol na Terceira Divisão, apesar de os clubes da Terceira Liga "quererem que o Bath City aderisse". Assim, após a Guerra, com o recomeço do futebol competitivo, foram obrigados a voltar a jogar na Southern League, e os planos para fazer de Twerton Park um dos maiores estádios do West Country foram abandonados. Ted Davis, que deixou o clube em 1947. No total, Davis passou 17 anos como treinador da equipa principal. Tornou-se o treinador mais bem-sucedido e mais antigo da história do clube, conquistando sete troféus.
Após a sua saída, a década de 1950 assistiu a uma grande variedade de treinadores diferentes a dirigir o clube. [Vic Woodley foi o primeiro a suceder a Davis, nomeado a 6 de Junho de 1947. Embora tenha saído em 1950, depois de quatro classificações intermédias, e foi substituído por Eddie Hapgood. A média de assistências durante as décadas de 1940 e 1950 foi uma das mais elevadas registadas na história do clube.
Entre as grandes assistências em casa durante este período contam-se: 17 000 em 1944 contra o Aston Villa 14.000 contra o Southend United na época 1952-53 e 11.700 em Twerton Park contra os rivais Yeovil Town em 1957. Em 1956, Hapgood deixou o clube depois de ganhar duas Somerset Cups em 1952 e 1953. Ele foi substituído por Paddy Sloan, que permaneceu apenas durante a temporada 1956-57.

### Mais glória e os anos do ioiô (1958-1997)
Sloan foi substituído por Bob Hewison em 1957. No ano seguinte, ocorreu uma reforma semelhante à de 1920; foi formada uma nova Quarta Divisão. Em seguida, a Southern league desceu a pirâmide. Em 1959, o Bath estava mais uma vez a ser fortemente discutido para ser eleito para a Liga Inglesa de Futebol.
No entanto, o presidente da altura, Arthur Mortimer, acreditava que "a liga era adequada ao clube", afirmando que: "
Hewison construiu, indiscutivelmente, a equipa mais forte da história do clube, contratando jogadores como Stan Mortensen, Charlie Fleming, Alan Skirton, Ian MacFarlane e Ian Black, capitaneados por Tony Book. A equipa chegou a vencer a liga na época de 1959-60, no rival Yeovil Town, terminando com 67 pontos (em 42 jogos), com a divisão ainda a ser vista como; "A principal competição não-liga. "

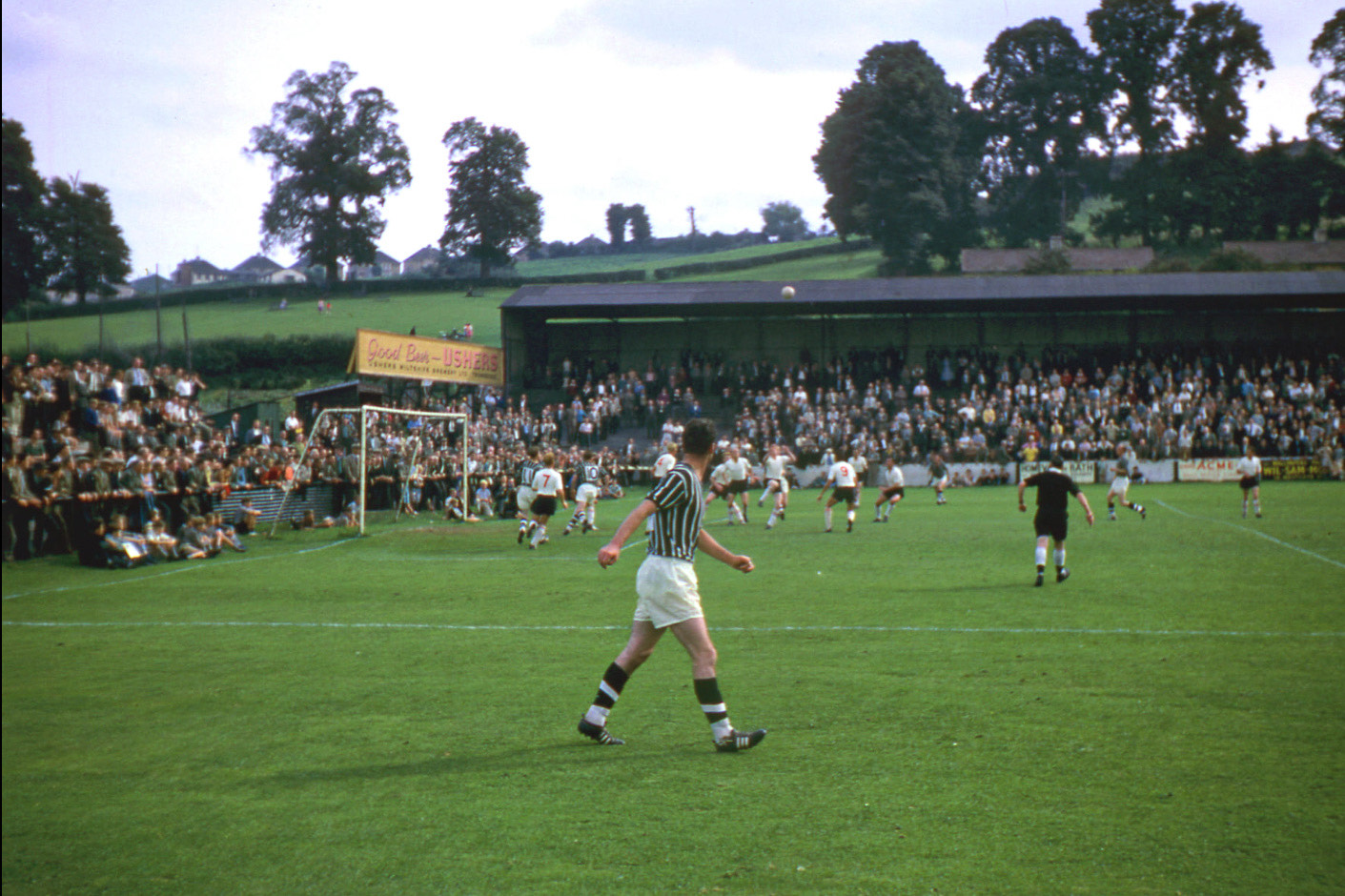
Bath no Twerton Park em 1962

Na mesma época, o clube teve uma das melhores participações em taças da sua história, derrotando o Millwall na primeira ronda da FA Cup, com o treinador do Millwall Reg Smith a descrever o jogo como "brutal, o mais duro que vi em 20 anos". e depois Notts County no segundo. Na terceira ronda, o Bath defrontou o Brighton & Hove Albion no Twerton Park, perante um público recorde de 18.020 pessoas, mas perdeu por 1-0. Hewison foi o segundo treinador mais bem sucedido da história do clube, título que manteve até 1978. Em 1962, o Bath terminou em segundo lugar na Southern League, quatro pontos atrás do Oxford United.
Dois anos após a saída de Hewison, na Primavera de 1961, o antigo jogador do Manchester City F.C.|Manchester City Malcolm Allison foi nomeado treinador, após a demissão de Arthur Cole, em 1963. Apesar de Allison não ter ganho nenhuma medalha de prata com o clube, na época 1963-64, com Tony Book como capitão do clube, o Bath terminou em terceiro lugar e chegou à terceira ronda da Taça de Inglaterra. Deixou o clube em 1964 e passou a dirigir equipas da liga, incluindo o Plymouth Argyle e o Manchester City.
Em 1965, sob a direcção do treinador galês Ivor Powell, o clube foi despromovido pela primeira vez na sua história. Nesse ano, o clube foi promovido de novo à primeira divisão da Liga do Sul, mas na época de 1966-67 da Liga do Sul de Futebol|1966-67]] não conseguiu bons resultados e terminou em 19º lugar, sendo despromovido da Southern League Premier pela segunda vez em três anos. Powell foi substituído por Arnold Rodgers em 25 de Fevereiro de 1967. Na época de 1968-69, o clube foi promovido de novo à primeira divisão, terminando em segundo lugar. De 1964 a 1974, o Bath City tornou-se um clube ioiô, sendo rebaixado e promovido de volta à primeira divisão em seis ocasiões.

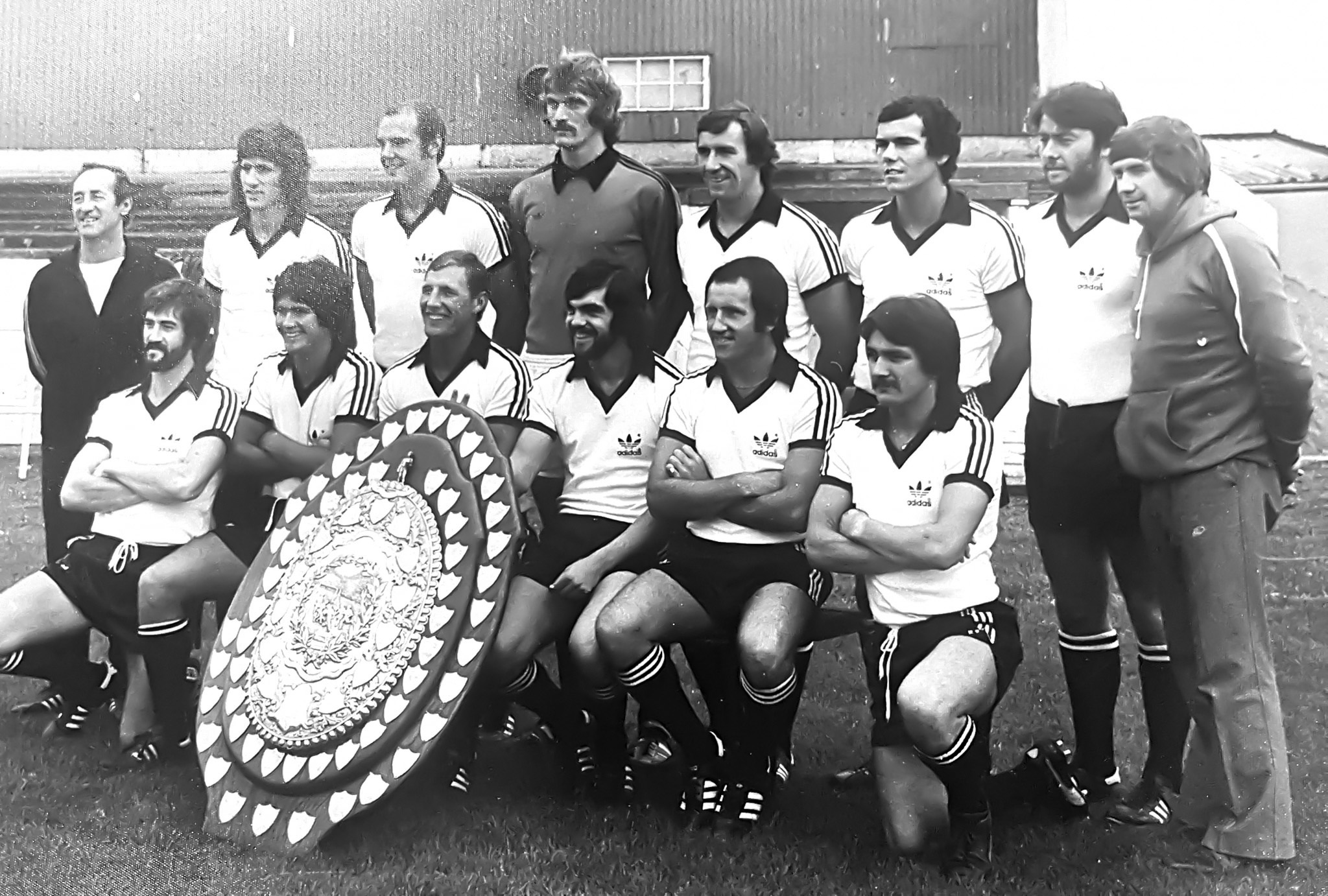
1977-78 Southern League title

Em 10 de agosto de 1976, Brian Godfrey foi nomeado técnico. Dois anos depois do seu reinado, na época 1977-78, a equipa conquistou o título da Southern League pela segunda vez, conquistando o título em Leamington. Foi aí que a "equipa soberbamente talentosa" de Godfrey ergueu a taça perante multidões de adeptos em viagem. Com a Liga na década de 1970 ainda era rotulada de: " Sob o comando de Godfrey, o clube chegou a duas finais da Taça Anglo-Italiana em 1977 e 1978; Em 1977, perderam para a Udinese Calcio e, em 1978, para o clube afiliado Calcio Lecco. Godfrey alcançou uma média de três posições no campeonato e conquistou o último troféu "importante" da equipa de Bath, o que fez dele o segundo treinador mais bem sucedido de sempre do clube.
Apesar de ter terminado em primeiro lugar, o clube não conseguiu ser eleito para a Football League por três votos em 1978, com o Wigan Athletic a obter 26 votos e o Bath 23. Como resultado, o clube tornou-se membro fundador da Alliance Premier League, actualmente a National League. O Bath terminou em segundo lugar na 1985, mas o campeão Wealdstone não cumpria os requisitos de capacidade do estádio da Football League, pelo que o Bath City foi autorizado a candidatar-se à eleição para a Quarta Divisão da Football League. No entanto, o clube perdeu a eleição para a Liga de Futebol pela terceira vez. Nesta ocasião, obtiveram apenas 8 votos.
Em 1986, o Bristol Rovers foi forçado a sair do Eastville e os dirigentes de ambos os clubes chegaram a um acordo para partilhar o Twerton Park. Este facto levou ao desenvolvimento do terreno, que chegou a acolher a Segunda Divisão da Liga de Futebol. O Rovers acabou por regressar a Bristol após um período de dez anos. Em 1988, o Bath foi despromovido da Conference para a Southern League, actualmente o sexto escalão. No entanto, o clube foi promovido de volta na temporada seguinte.
Em 1991 Tony Ricketts foi nomeado treinador, substituindo George Rooney. Chegaram à terceira ronda da Taça de Inglaterra durante a época da 1993-94, a 5 de Dezembro de 1993, no jogo da segunda ronda contra o Hereford United foi transmitido em directo pela Sky Sports. O clube venceu por 2-1, passando à fase seguinte. No entanto, perderam por 4-1 com o Stoke City no Twerton Park, na terceira jornada, perante 7.000 adeptos. Nessa época, o clube ganhou a Somerset Cup, e voltou a ganhá-la em 1995. Permaneceu no quinto escalão de 1991 a 1997, embora só tenha conseguido vários lugares intermédios.

### Declínio e posterior despromoção (1997-2017)
Após a saída de Ricketts em 1996, Paul Bodin foi nomeado treinador. Depois de décadas a jogar na primeira divisão de futebol não pertencente à Liga, o clube foi despromovido da 1996-97 Football Conference. Como resultado, o Bath regressou à Southern League; embora já não funcionasse como primeiro escalão do non league pyramid. Em 2001, Bodin foi substituído por Alan Pridham. No entanto, Pridham só durou até 2003, depois de ter sido despedido em Novembro devido a uma má série de resultados. Em 2004, o clube perdeu na segunda ronda da Taça de Inglaterra para o Peterborough United e na terceira ronda do FA Trophy para o Canvey Island.

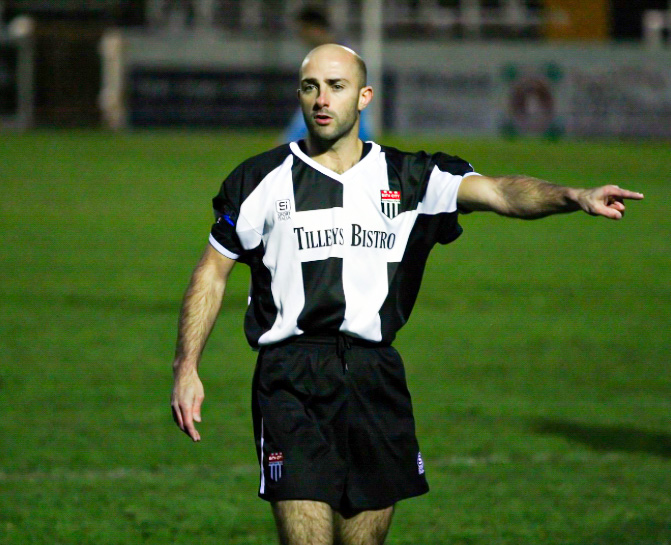
Scott Partridge fez mais de 130 jogos pelo clube entre 2004 e 2008.

Com a formação da Conference South em 2004, a liga sulista desceu novamente de escalão, para a sétima divisão. Como resultado, o Bath foi despromovido, embora sem ser despromovido. Posteriormente, acabou por jogar o futebol de escalão mais baixo da história do clube de 2004 a 2007, nunca tendo jogado anteriormente abaixo do sexto escalão.
[John Relish foi nomeado treinador a 22 de Junho de 2005. O clube falhou por pouco a promoção à Conference South na época 2005-06 season, terminando em segundo lugar na Southern League. No entanto, no ano seguinte, o clube foi promovido de volta ao sexto escalão, vencendo a Southern League em 2006-07, terminando com 91 pontos.
O Bath terminou então em oitavo lugar na Conference South durante a temporada 2007-08. Em Outubro de 2008, o treinador John Relish foi substituído pelo seu antigo adjunto Adie Britton. Em 2009, o clube venceu a equipa da League Two Grimsby Town na primeira ronda da Taça de Inglaterra, mas perdeu para o Forest Green Rovers  na segunda ronda. Conferência de Futebol de 2009-10, o Bath chegou à final do play-off da Liga Nacional Sul, onde defrontou o Woking F.C.|Woking]]. O clube venceu por 1-0 e regressou ao quinto escalão pela primeira vez desde 1997.
Contudo, a equipa teve uma época fraca em 2011-12 e foi relegada da Conference. Após a despromoção, a presidente do Bath na altura, Manda Rigby, manteve conversações com o treinador Adie Britton sobre o futuro do clube, afirmando que a equipa iria; "regressar mais forte com a experiência. " No entanto, a promessa da presidente de voltar à Liga Nacional não se concretizou, com o clube a terminar no décimo segundo lugar na temporada 2012-13. Britton, posteriormente, deixou de ser o treinador da equipa principal e adquiriu o cargo de director de futebol, afirmando que "pretende levar o Bath City de volta ao lugar a que pertence. "
Britton foi substituído pelo treinador australiano Lee Howells. A época seguinte foi uma melhoria, com o clube a terminar em sétimo lugar com 66 pontos na 2013-14. No entanto, nos dois anos seguintes, o clube voltou a ser fraco, terminando em décimo quarto lugar com 53 pontos nas épocas 2014-15 e 2015-16. Durante este período, o número de espectadores em casa do clube também diminuiu bastante, atingindo uma média de 500 espectadores durante a época de 2014-15. De 2011 a 2016, as assistências em casa foram das mais baixas registadas em toda a história do clube.
O pouco sucesso que o clube teve durante este período foi na temporada 2014-15, alcançando a semifinal do FA Trophy, batendo Bristol Rovers, a caminho de perder nos pênaltis para os eventuais vencedores, North Ferriby United. Howells acabou por ser demitido após uma derrota por 4-1 frente ao Dartford, devido a uma série de finais em lugares baixos.

### A Era Gill (2017-presente)
A 5 de Outubro de 2017, o antigo jogador, Jerry Gill, foi nomeado treinador da equipa principal. A primeira época sob o comando de Gill viu o clube terminar em nono lugar, o mesmo que na época anterior de 2016-17. No entanto, só mais tarde é que se verificou uma melhoria notória no desempenho da equipa.
Na época 2018-19 da National League South o clube terminou em quinto lugar, com 71 pontos, um feito que não era conseguido desde a época de promoção da 2009-10. Posteriormente, entrou nos play-offs para competir por um lugar na National League, mas perdeu por 3-1 para o Wealdstone no dia 1 de Maio de 2019.
O clube voltou a subir um lugar na tabela em 2019-20, terminando em quarto lugar. No entanto, a equipa foi derrotada por 2-1 pelo Dorking Wanderers na eliminatória do play-off, em Twerton Park. As assistências também aumentaram bastante, passando de uma média de 612 na época 2016-17 para 1.142 na época 2018-19. Também testemunharam a maior assistência da liga em 40 anos contra Torquay United, em 19 de janeiro de 2019, com uma multidão de 3.492. O Bath venceu o jogo por 3-2. Embora parecesse que o clube estava mais perto de terminar o seu mais longo período no sexto escalão, após a eclosão do Pandemia do covid-19, Bath terminou em 18º lugar duas vezes nas temporadas 2020-21 e 2021-22, o segundo pior resultado do clube de todos os tempos. O clube melhorou na 2022-23 season, ganhando 67 pontos e terminando em 11º lugar, a equipa também ganhou a The Somerset Premier Cup pela 25ª vez, um recorde, a 1 de Maio de 2023.

## Crista e cores

### Crista
O brasão inicial de Bath foi fortemente baseado no brasão de armas oficial da cidade de Bath. O escudo retrata a Muralha de Bath, as mineral springs e o River Avon, e a espada é a de São Paulo, um dos santos padroeiros da Bath Abbey, que é também a igreja paroquial da cidade.
O brasão manteve-se até 1975, ano em que foi fortemente simplificado, tendo os elementos do escudo da cidade de Bath sido totalmente suprimidos, restando apenas 4 riscas pretas verticais sobre um fundo branco que rodeava a silhueta de um soldado romano. Foi depois alterado novamente na Conferência de Futebol de 1998-99|1999]], como o brasão que o clube usa actualmente.  O soldado romano foi removido, mas o muro do bairro foi adicionado novamente e as 4 riscas aumentadas.

Bath City logo used since 1999.

### Cores
O clube é por vezes apelidado de "The Stripes" (As Riscas), simplesmente em memória do seu equipamento às riscas, uma vez que o Bath tem usado preto e branco durante a maior parte da sua história. É também um dos poucos clubes ingleses da sixth tier e superiores a usar um equipamento às riscas pretas e brancas nos jogos em casa, sendo os únicos outros clubes, Grimsby Town, Notts County, Chorley e Newcastle United.

### Sponsorship
| Period    | Kit Supplier  | Shirt sponsor (chest) | Shirt sponsor (sleeve) |
| --------- | ------------- | --------------------- | ---------------------- |
| 1976–1985 | Adidas        | None                  | None                   |
| 1985–1987 | Umbro         | Avon Graphics         | None                   |
| 1987–1988 | Umbro         | Diners                | None                   |
| 1988–1989 | Umbro         | Beazer Homes          | None                   |
| 1989–1990 | Umbro         | Rajani                | None                   |
| 1990–1992 | Umbro         | Design Windows        | None                   |
| 1992–2000 | Vandanel      | Bath Chronicle        | None                   |
| 2000–2002 | Branded       | Technic-Cal           | None                   |
| 2002–2003 | Branded       | Bentley Jennison      | None                   |
| 2003–2007 | Erreà         | Bath Chronicle        | None                   |
| 2007–2008 | Sportitalia   | Tilley's Bistro       | None                   |
| 2008–2010 | Joma          | SN Scaffolds          | None                   |
| 2010–2014 | Joma          | Moore Stephens        | None                   |
| 2014–2015 | Jako          | Tilley's Bistro       | None                   |
| 2015–2016 | Erreà         | Midland Car Company   | None                   |
| 2016–2017 | Erreà         | Sitec                 | None                   |
| 2017–2018 | Erreà         | Vass of Bath Ltd      | None                   |
| 2018–2019 | Erreà         | Bristol Airport       | Bath Ales              |
| 2019–2020 | Bristol Sport | Bristol Airport       | Bath Ales              |
| 2020–2021 | Erreà         | BWW Communications    | J Reynolds (Western)   |
| 2021–2022 | Erreà         | Rocketmakers          | J Reynolds (Western)   |
| 2022–     | Erreà         | The Belvoir Castle    | J Reynolds (Western)   |

## Estádios

### Campos antigo
.

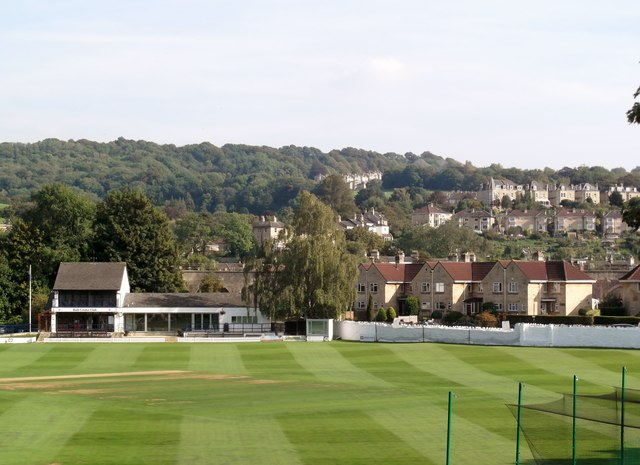
O primeiro campo da cidade de Bath, o North Parade Ground, em 2014

O Bath disputou os seus primeiros jogos no North Parade Ground em Bathwick, em frente ao City Centre. O campo era partilhado com o clube de críquete, muito provavelmente devido ao facto de membros do Bath Cricket Club terem estado envolvidos na formação do clube em 1889. O campo recebia principalmente amistosos com o Bath e outras equipas locais. No entanto, o tempo que passaram em Bathwick foi curto, pois mudaram-se para Lambridge em 1890.

### 1900-1919: Castelo de Belvoir
Em 1900, o clube instalou-se em Twerton no Belvoir Castle Ground. De 1900 a 1908, o clube jogou amigáveis com outros clubes locais. Em 1908, falou-se na possibilidade de o Bath Rugby partilhar o campo, mas as conversações nunca se concretizaram.

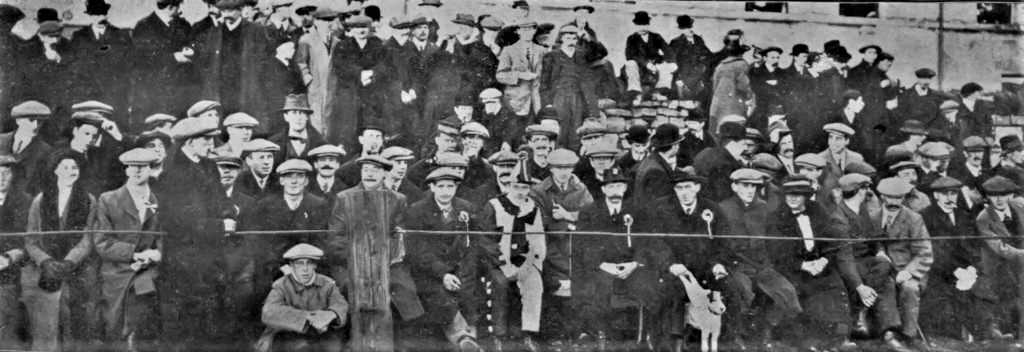
Bath City fans watching a match in 1914 at the Belvoir Castle Ground

Entre os feitos notáveis no campo incluem-se: terminar em terceiro lugar na Western League em 1911, e depois em segundo lugar em 1914. Em 1910 o terreno foi comprado pela Midland Railway Company pelo Sr. Stothert e Pitt, mais tarde foi afirmado que o terreno seria "absolutamente inadequado para o futebol" dentro de alguns anos, com a Railway Company a planear construir uma linha de comboio no próprio terreno que o estádio ocupava. Em 1919, foi organizada uma grande reunião no Bath Guildhall para encontrar um substituto adequado, o Recreation Ground foi considerado uma opção.

### 1919-1932: Lambridge
Depois de quase uma década de incerteza sobre qual seria o próximo campo do clube, após a compra pela Midland Railway Company em 1910, o Sr. Hopkins, secretário do clube na altura, encontrou um substituto viável para Belvoir. Assim, em 1919, o clube mudou-se de Twerton para o lado leste da cidade, em Lambridge. Em 1921, o clube candidatou-se à Football League, em caso de sucesso, muitas obras tinham sido feitas no terreno, com o Popular Side de Lambridge a ser bancado e novos balneários foram construídos ao lado da bancada. Mais tarde nesse ano, o Bath foi aceite na Southern League Western Section, o escalão superior da non-League football.
Aqui, sob o comando do treinador |Ted Davis, o clube teve um dos períodos de maior sucesso da sua história, uma vez que a Southern League West funcionava, na altura, como o quarto escalão, estando apenas uma divisão abaixo da Terceira Divisão da Liga de Futebol. Durante este período, o clube não só jogou algumas das divisões mais altas da sua história, como também conquistou o título na época 1929-30 e venceu a Somerset Premier Cup duas vezes, na época 1928-29 e na época 1931-32. Na última temporada em Lambridge, o clube ficou em terceiro lugar na liga e também alcançou a terceira ronda da Taça de Inglaterra de 1932-33, mas foi eliminado pelo Crystal Palace.

### 1932-presente: Twerton Park
Twerton Park tornou-se a sede do clube em 1932. O clube continuou o sucesso dos últimos anos em Lambridge, vencendo o título da Liga Sul de Futebol (Southern League Western) na sua primeira época em Twerton, na temporada de 1932-33 da Liga Sul de Futebol (Southern League Western). Em 1935, foi acrescentada uma cobertura ao The Popular Side. Em 1946, o Twerton Park foi descrito como "rivalizando com qualquer estádio do oeste de Inglaterra. " Um recorde de assistência de 18.020 espectadores foi registado na 1960 contra Brighton & Hove Albion na terceira ronda da Taça de Inglaterra.

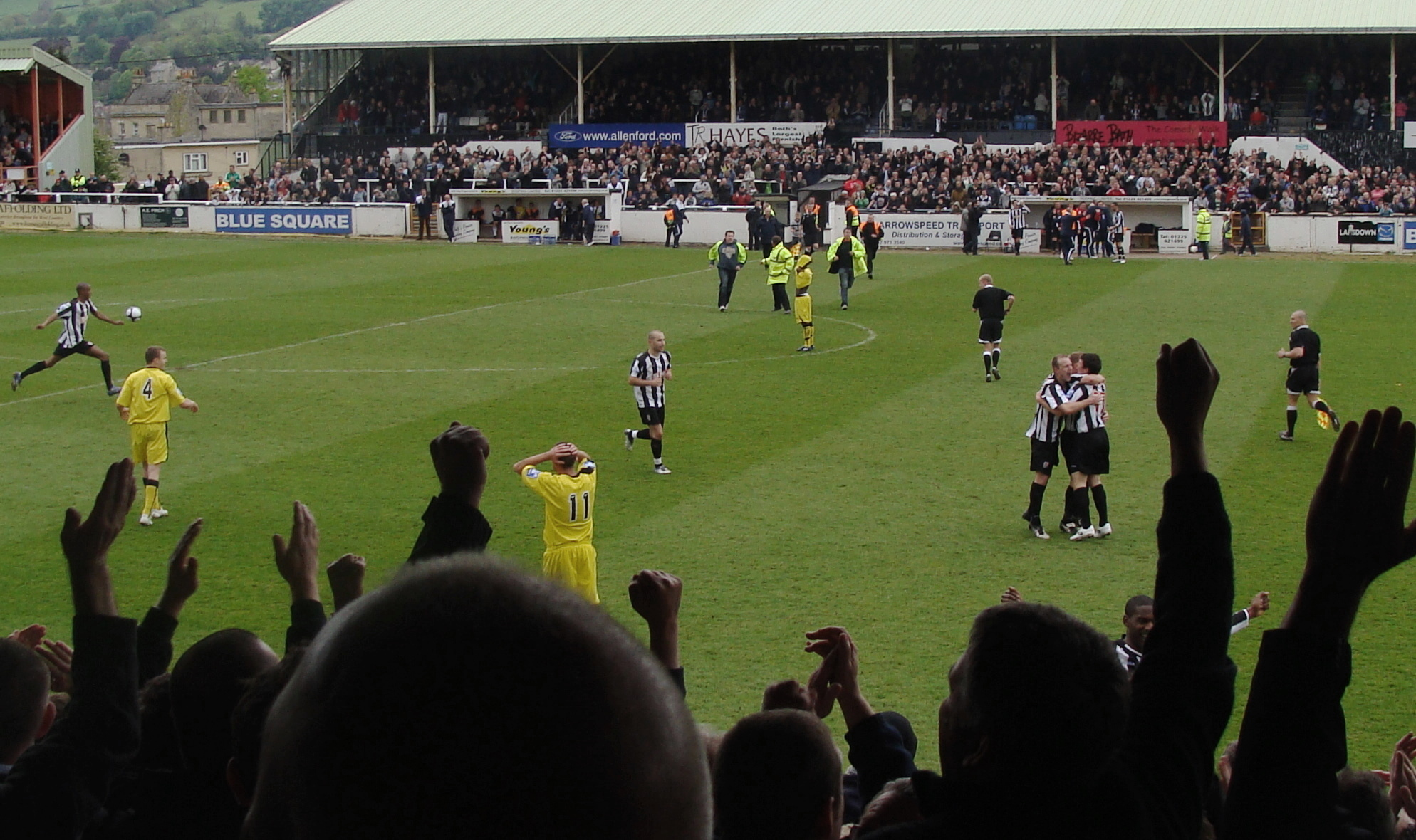
Twerton Park a acolher a final do Play-off da Conferência Sul de 2009

Até ao final da década de 1980, o recinto tinha capacidade para 20.000 pessoas. Entre 1986 e 1996, o Bath City partilhou o Twerton Park com o Bristol Rovers. Em 1990, a bancada foi fortemente danificada pelo Bristol City [ O Rovers defrontou nomeadamente o Liverpool na Taça FA em 5 de Fevereiro de 1992. Também acolheu o Team Bath, que era uma equipa profissional a tempo inteiro que jogava na Conference South até à sua demissão no final da 2008-09 season. Em 2021, o estádio foi classificado como o 75º melhor do Britânia pela FourFourTwo, à frente de outros como Charlton Athletic's The Valley, o Swansea.com stadium e o Bristol City's Ashton Gate. Actualmente, o campo tem uma capacidade reduzida de 3.528 lugares em relação aos 8.800, devido a normas de segurança, com uma lotação de 1.006 lugares.

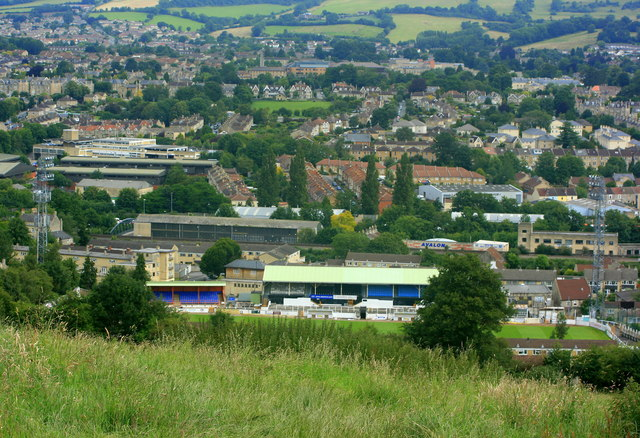
Vista do Twerton Park a partir do Innox Park

Em 21 de Agosto de 2008, o presidente do Bath City, Geoff Todd, afirmou que "o clube manteve conversações com o Bath Rugby sobre uma possível partilha de terreno no Rec", o que significa que, no futuro, o Bath City poderia mudar-se para o Recreation Ground, embora os adeptos se opusessem à mudança. No final da época 2011-12 o clube ofereceu os naming rights do Twerton Park por apenas 50 libras. A oferta atraiu 167 inscrições de países tão distantes como os EUA, Austrália, Noruega e Singapura, que angariaram 3 850 libras para o clube. As empresas constituíram 58 das participações e apenas algumas das restantes participações personalizadas foram consideradas inadequadas. O vencedor do concurso, sorteado aleatoriamente, foi a The Mayday Trust, uma organização de caridade que ajuda a realojar pessoas vulneráveis.
O clube divulgou planos para remodelar o terreno e a área local, contendo uma nova arquibancada, campo 3G e habitação, numa tentativa de garantir o futuro financeiro imediato do clube. Em Março de 2020, os planos foram rejeitados. Em Agosto de 2020, foi anunciado que o Bristol City Women iria jogar a maioria dos jogos em casa no Twerton Park durante a 2020-21 FA Women's Super League.

## Apoio

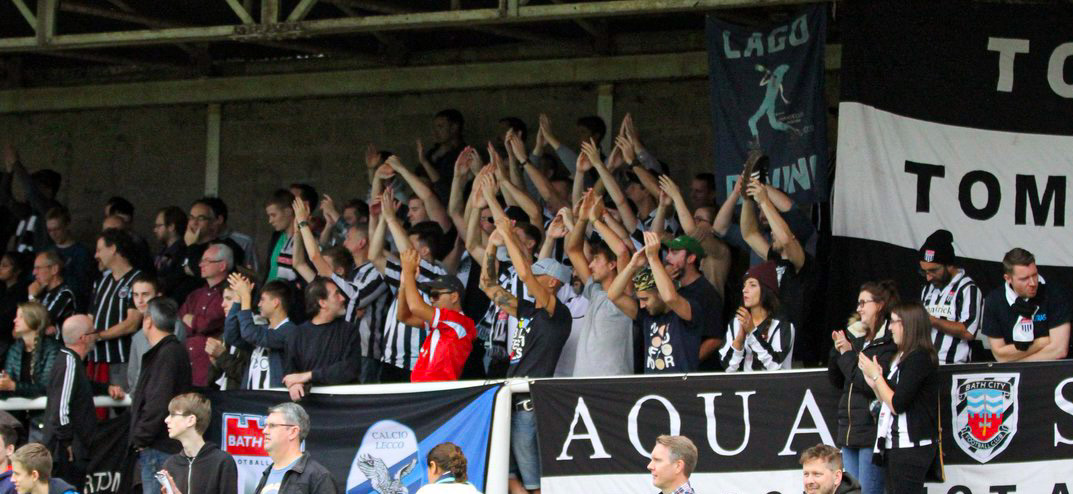
Fãs da cidade de Bath em 2017

Historicamente, o Bath foi um dos clubes mais bem apoiados do futebol, sobretudo nas décadas de 1940, 1950 e 1960. As presenças atingiram os dez mil espectadores em alguns jogos da Taça de Inglaterra: Twerton Park Numa entrevista em 1997, o então presidente do clube, Steve Hall, afirmou: "Nos dias em que Malcolm Allison estava cá (anos 50), tínhamos 5.000 a aparecer todos os sábados."
No entanto, a afluência de público diminuiu imenso nas décadas de 70, 80 e 90, não tendo a média de entradas em casa ultrapassado os 1.400, para além da época de 1977-78 (com uma média de 1.600). No entanto, o declínio das assistências foi notório em todo o futebol inglês durante este período, uma vez que foram algumas das décadas mais marcantes do hooliganismo no futebol, em especial na década de 1980. Devido ao fraco desempenho do clube em campo no final da década de 1990 a 2010, com as subsequentes despromoções, a afluência de público diminuiu ainda mais. A média de presenças foi de 500 na época 2014-15, a média de presenças mais baixa registada em toda a história do clube. Como resultado, em 2015, foi criado um grupo de desenvolvimento de adeptos dedicado a aumentar a média de presenças em casa para 1000, denominado "1000BC". O desenvolvimento foi indubitavelmente bem sucedido, com uma média de presenças superior a 1000 nas últimas três épocas.

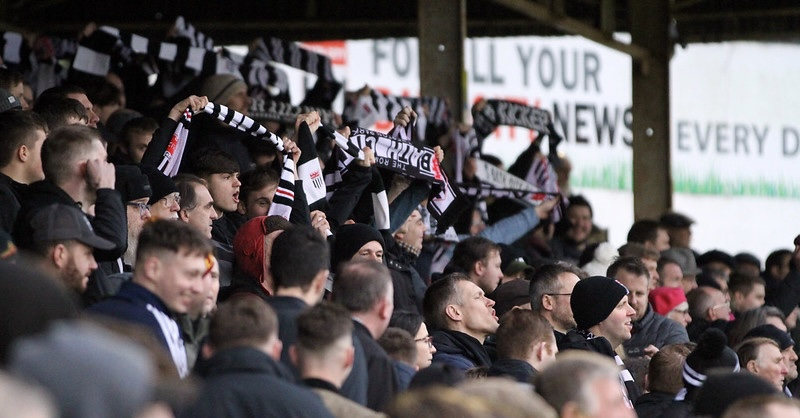
Fãs da cidade de Bath em 2019

Para a actual temporada da 2022-23, Twerton Park foi classificado como o número um pelos adeptos da liga nacional em termos de atmosfera na liga nacional sul. The Popular Side, em frente à bancada principal, alberga o apoio mais vocal do clube. Os adeptos são conhecidos por cantarem "Drink Up Thy Cider" de The Wurzels, um tributo à famosa indústria de produção de cidra de Somerset's. A canção é frequentemente tocada em Twerton Park após a vitória da equipa, em especial num jogo importante.
Nas décadas de 1960 e 1970, a mascote do clube era conhecida simplesmente como "homem mascote", que se vestia de cartola e cauda pretas e brancas enquanto girava um grande guarda-chuva preto e branco e tocava uma campainha de mão. Nos anos mais recentes, (desde a época 2010-11), a mascote do clube tem sido Bladud, o Porco, em homenagem ao lendário rei dos bretões que se diz ter fundado a cidade de Bath e que tinha uma manada de porcos. Nos jogos em casa do clube, é frequente vê-lo a acenar ao público, a fazer flexões e a entreter os adeptos mais jovens. Em 2019, Bladud the Pig ganhou o Mascot South West Grand National.
Embora muito próximos, os Bristol Rovers, da EFL League One, não são considerados rivais, nunca tendo competido contra o Bath na liga, e estabeleceram relações amigáveis com os romanos, em grande parte devido ao facto de os Rovers terem jogado em Twerton de 1986 a 1996.
Para além do Bristol Rovers, o Bath formou uma forte ligação com a equipa italiana Calcio Lecco. Os clubes defrontaram-se na final da Taça Anglo-Italiana de 1977. de 1977, com a equipa italiana a triunfar. Este facto não abalou as relações, com os adeptos de ambas as equipas a celebrarem o 40º aniversário do jogo em 2017 com um jogo de adeptos realizado no terreno do Stadio Rigamonti-Ceppi de Lecco.

### Rivalidades

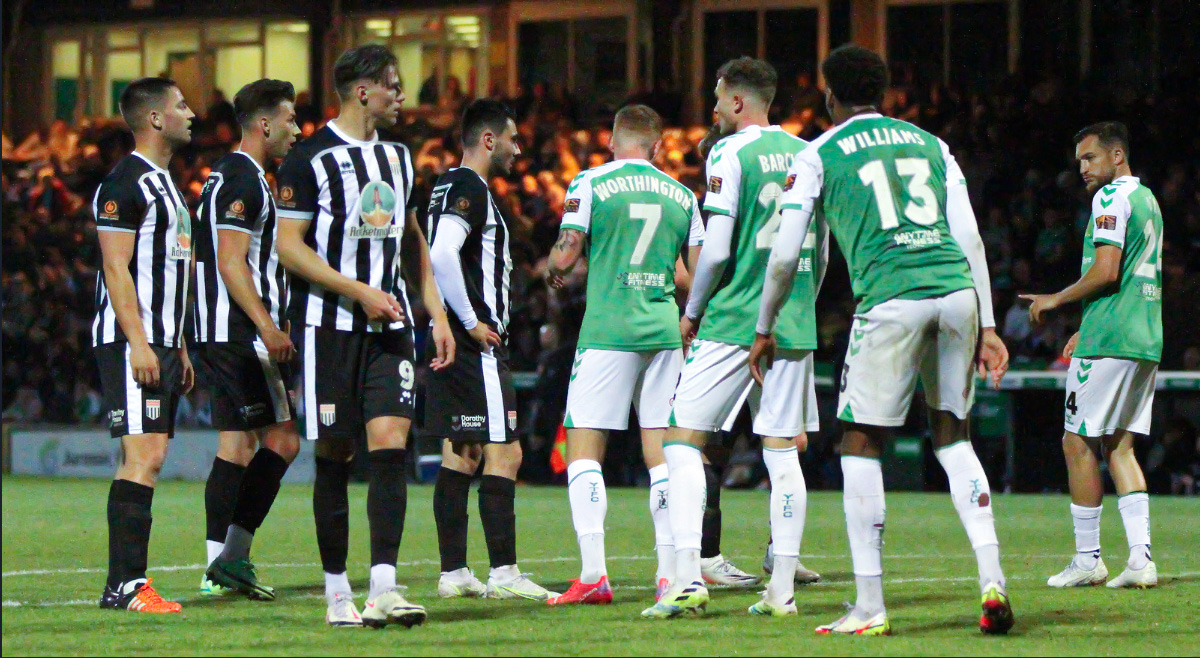
Bath City v Yeovil Town 2022

Historicamente, os principais rivais do Bath eram o clube de Somerset Yeovil Town. O Bath também partilhava uma rivalidade menor com o Weymouth. A rivalidade com o Yeovil decorria da localização e da posição na liga, com o Yeovil e o Bath a terem jogado no escalão superior da non-League football durante a maior parte da sua história. As tensões entre o Bath e o Yeovil terão sido mais fortes nas décadas de 1960 e 1990, com os dois clubes a defrontarem-se 272 vezes. Desde a década de 1910 até ao final da década de 1990, o Bath e o Yeovil ocuparam consistentemente a mesma liga.
O primeiro jogo para o qual a bancada de Twerton Park foi oficialmente inaugurada foi um jogo da Taça de Inglaterra, a 12 de Novembro de 1932. Na altura, dizia-se que o Yeovil era "muito insultado" em Bath ao longo dos anos. 5 345 pessoas assistiram à vitória do Yeovil sobre o Bath por 4-2. O jornal noticiou que a multidão estava "estranhamente silenciosa", com os adeptos do City a afirmarem "Perder para o Yeovil dói sempre".
No entanto, desde o virar do século, o Yeovil e o Bath seguiram em direcções opostas na pirâmide do futebol inglês, com os dois clubes a estarem separados por cinco divisões durante a época de 2013-14. O Yeovil foi promovido ao EFL Championship em 2013 e jogou futebol de segunda divisão pela primeira vez na sua história durante a época 2013-14, ao mesmo tempo que o Bath se debatia no sexto escalão. Enquanto o Yeovil estava a ter um dos melhores períodos da sua história, o Bath estava a ter um dos seus piores períodos, assim, a animosidade local entre Bath e Yeovil dissipou-se.
A despromoção do Weymouth da Liga Nacional em 2019 significa que tanto o Weymouth como o Bath participam agora na Liga Nacional Sul a partir da 2022-23 época, sendo a última vez a 2009-10 época. O declínio do Yeovil Town desde 2014 significa que, a partir da época de 2022-23, o Bath está actualmente apenas um escalão abaixo. Em anos mais recentes, o Bath tem partilhado um dérbi menos feroz com o Chippenham Town, ambos com base na localização e na posição na liga e não numa rixa histórica, com ambos os clubes a competirem na National League South.

## Registos e estatísticas

Desempenho do Bath City na liga desde a sua entrada na Southern League em 1921 até ao presente.

O recordista de presenças é Dave Mogg, que participou em 515 jogos em todas as competições. Charlie Fleming é o melhor marcador do clube, com 216 golos. [William Hyman, Martin Paul e Paul Randall marcaram mais de 100 golos pelo clube. O maior número de golos marcados por um único jogador numa época foi o de Paul Randall na época de 1989-90.
A taxa de transferência mais elevada recebida pelo clube foi de £80.000 por Jason Dodd, paga pelo Southampton F.C. em 1989. O valor mais elevado pago pelo Bath foi de 16.000 libras por Micky Tanner, contratado ao Bristol City em 1988. O recorde de assistência do clube é de 18 020 espectadores contra o Brighton & Hove Albion na terceira ronda da Taça de Inglaterra.

## Propriedade
No Verão de 2015, a "Big Bath City Bid" foi lançada pelo cineasta e adepto do Bath Ken Loach, com o objectivo de converter o Bath City num clube de community-owned, 'um membro um voto', e de limpar o clube das suas dívidass. Nesse ano, a Oferta ficou aquém do objectivo de 750.000 libras estabelecido pelos accionistas maioritários. No entanto, em Setembro de 2016, o apelo atingiu o objectivo de 300 000 libras e, assim, começou a sua reforma para um activo de propriedade da comunidade. O projecto recebeu apoio de todo o mundo, incluindo o apoio de ex-Manchester Utd footballer, Eric Cantona.
A 5 de Maio de 2017, o clube completou a sua transição para a propriedade comunitária. O principal accionista é a "Bath City Supporters Society Ltd", com 54,6%. No entanto, os números, relativos a Maio de 2018, mostravam o clube a operar com um prejuízo de aproximadamente £137.000. Desde 2017, o clube também começou a alterar a forma como funciona e tentou explorar novos fluxos de receitass. No entanto, o Bath City continua a enfrentar dificuldades financeiras; com dívidas que totalizam quase 1 milhão de libras em 2018, todas as quais precisam de ser pagas até 2022, o mais tardar.
Nick Blofeld, declarou: "Apesar da compra pela comunidade, o clube ainda tem dívidas substanciais para saldar e está a ter um prejuízo contínuo, por isso temos de criar fluxos de rendimento sustentáveis se quisermos permanecer no Twerton Park a longo prazo. Temos gerado mais algumas receitas de actividades não relacionadas com o futebol, mas estas são limitadas pelas nossas instalações actuais, que estão muito ultrapassadas e já não servem para o efeito. Estamos todos empenhados em garantir que o clube continua a fazer parte da comunidade de Twerton, razão pela qual nos juntámos à Greenacre Capital para levar a cabo planos para uma remodelação parcial. "Mas se estas propostas não se concretizarem, não conseguiremos melhorar o modelo de negócio do clube o suficiente para saldar as suas dívidas. Neste cenário, poderíamos ter de vender todo o terreno e procurar um novo recinto noutro local, provavelmente fora da cidade."
Em 16 de Março de 2020, a Direcção da Liga Nacional anunciou a suspensão de todo o futebol da National League até, pelo menos, 3 de Abril, devido ao rápido desenvolvimento da pandemia de COVID-19. A 31 de Março, a suspensão foi prolongada indefinidamente e, a 22 de Abril, todos os restantes jogos da Liga foram cancelados. Os apoiantes doaram 53 025 libras para ajudar a suportar os custos adicionais da participação nos playoffs.
Na temporada 2021-22, o clube estabeleceu um serviço de livestreaming, permitindo aos adeptos assistir remotamente aos jogos disputados em Twerton Park. Em 22 de Janeiro de 2021, com a crescente incerteza quanto à continuação do apoio financeiro aos clubes membros da non-League, a National League anunciou que a National League South seria imediatamente interrompida por um período de duas semanas.

## Players

### First-team squad
- Atualizado até 15 October 2022[229][230][231]

Nota: Bandeiras indicam equipe nacional, conforme definido pelas regras de elegibilidade da FIFA. Os jogadores podem ter mais de uma nacionalidade não-FIFA.
| N.º |            | Posição | Jogador                   |
| --- | ---------- | ------- | ------------------------- |
| 2   | Inglaterra | D       | Joe Raynes (vice-captain) |
| 4   | Inglaterra | D       | Jordan Dyer               |
| 5   | Inglaterra | D       | Jack Batten               |
| 6   | Inglaterra | D       | Kieran Parselle (captain) |

| N.º |            | Posição | Jogador      |
| --- | ---------- | ------- | ------------ |
| 9   | Inglaterra | A       | Cody Cooke   |
| 10  | Inglaterra | M       | Tom Smith    |
| 16  | Inglaterra | M       | Rex Mannings |
| 17  | Inglaterra | A       | Scott Wilson |

### Club captains
The following table shows players who have previously been selected to be club captain. The table is in chronological order and begins from 1957 onwards:
| Name            | Period    |
| --------------- | --------- |
| Roy Oakley      | 1957–1958 |
| Charlie Fleming | 1958–1961 |
| Ian MacFarlane  | 1961–1962 |
| Tony Book       | 1962–1964 |
| Ian MacFarlane  | 1964–1966 |
| Roger Swift     | 1966–1967 |
| Wilf Carter     | 1967–1969 |
| Tommy Taylor    | 1969–1970 |
| Terry Burt      | 1970–1972 |
| Tony Gough      | 1972–1974 |
| Paul Gover      | 1974–1975 |
| Colin Tavener   | 1975–1981 |
| Dave Palmer     | 1981–1991 |
| Chris Banks     | 1991–1994 |

| Name            | Period    |
| --------------- | --------- |
| Ian Hedges      | 1994–1996 |
| Nicky Brooks    | 1996–1998 |
| Colin Tower     | 1999–2002 |
| Gary Thorne     | 2003–2004 |
| Steve Jones     | 2003–2004 |
| Bobby Ford      | 2004–2005 |
| Jim Rollo       | 2005–2010 |
| Lewis Hogg      | 2010–2011 |
| Gethin Jones    | 2011–2013 |
| Andy Gallinagh  | 2013–2016 |
| Frankie Artus   | 2016–2017 |
| Anthony Straker | 2017–2019 |
| Ryan Clarke     | 2019–2022 |
| Kieran Parselle | 2022–     |

### Antigos jogadores notáveis

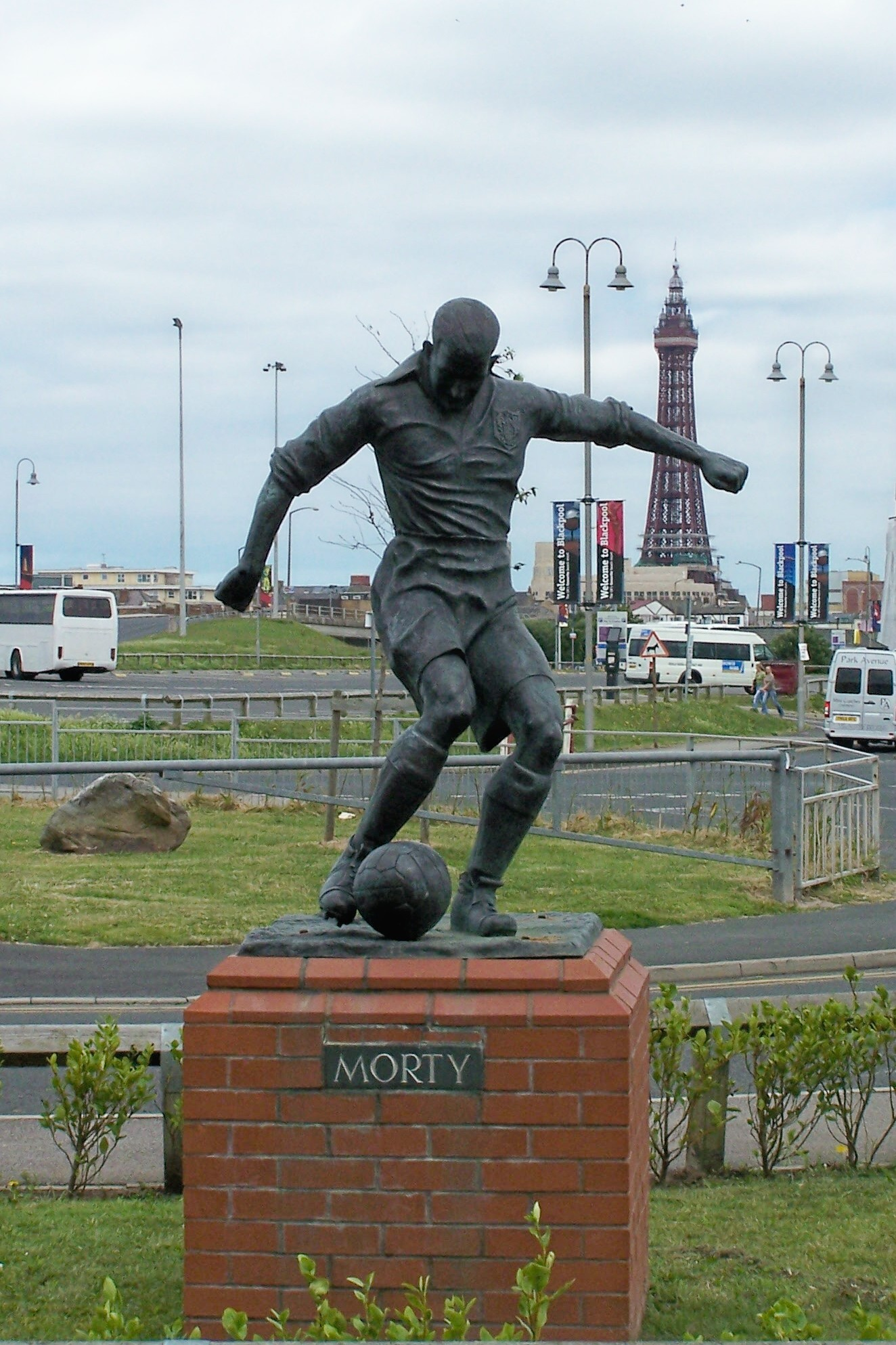
Stan Mortensen statue outside of Blackpool's]
O Bath City tem uma longa lista de antigos jogadores notáveis. Entre os jogadores notáveis dos últimos tempos contam-se nomes como; Bobby Zamora e Paul Evans.
Durante as décadas de 1950 e 1960, muitos jogadores que se estabeleceram na Primeira Divisão (actual Premier League), pisaram o relvado do Twerton Park a preto e branco mais de 100 vezes, tais jogadores incluem:
Alan Skirton
Ala, Alan Skirton nasceu em Bath em 1939. Skirton disputou 144 jogos pelo clube entre 1956 e 1959, marcando 44 golos. Depois de vencer a Liga do Sul com o Bath City em 1960, Skirton passou a jogar no Arsenal, tendo jogado pelos Gunners mais de 145 vezes entre 1960 e 1966, marcando 53 golos.
Charle Fleming
O avançado escocês Charlie Fleming fez 107 jogos pelo então First Division [Sunderland A.F.C.

entre 1955 e 1958, marcando 60 golos. Conhecido como "Cannonball" pela sua capacidade de remate. Fleming mudou-se para o Bath em 1958 e marcou 206 golos pelos romanos até à sua saída em 1966, tornando-se o melhor marcador do clube. Após a sua morte, em 1997, o bar do lado de fora do Twerton Park foi rebatizado de "Charlie's" em sua homenagem.
Ian Black
Guarda-redes, Ian Black, nasceu na Escócia em 1924. Entrou para o então Segunda Divisão Southampton em 1947, onde disputou 97 jogos até 1950. Nessa altura, ingressou no Fulham, disputando 263 jogos pelos cottagers, tanto na Segunda como na Primeira Divisão, durante os nove anos em que esteve com eles. Em 1959, Black juntou-se aos Romans e ajudou o clube a conquistar o título da Liga Sulista de 1959-60. Black fez mais de 143 jogos pelo Bath City até sair em 1962.
Stan Mortensen
Provavelmente o melhor jogador de sempre do clube, Stan Mortensen nasceu em 1921. Em 1941, Mortensen ingressou no Blackpool F.C., que era uma das melhores equipas de Inglaterra na altura. Fez mais de 352 jogos pelos tangerinos, marcando 227 golos, o que o tornou no segundo melhor marcador de sempre do Blackpool. Na final da Taça de Inglaterra de 1953 Mortensen tornou-se o primeiro jogador de sempre a marcar um hat-trick numa final da Taça de Inglaterra, em Wembley. A nível internacional, Mortensen fez 25 jogos pela Inglaterra, marcando 23 golos. Assinou pelo The Romans para a temporada 1958-59, na qual fez 40 jogos e marcou 27 golos.
Tony Book
O defesa direito Tony Book nasceu em Bath em 1938. Book fez 385 jogos pelo clube, sendo o capitão do Bath na Liga Sul de Futebol de 1960. Aos 31 anos, transferiu-se para o Manchester City e foi o capitão do clube na conquista do título da Primeira Divisão da Liga de Futebol, da Taça de Inglaterra, da Taça EFL e da Taça dos Vencedores das Taças da UEFA, o que o tornou no segundo capitão mais condecorado de sempre, a seguir a Vincent Kompany.

## Club officials
The current manager is Jerry Gill, who was appointed in October 2017. Gill previously played for the club between 1990 and 1996, making over 200 appearances.

### Coaching and medical staff
- Atualizado até 22 June 2022[247]

| Position          | Name            |
| ----------------- | --------------- |
| Manager           | Jerry Gill      |
| Physiotherapist   | Lee Williams    |
| Sports Scientist  | Aaron Hopkinson |
| Goalkeeping Coach | Steve Book      |
| Sports Therapist  | Sarah Carr      |
| Sports Masseur    | Omar El Bezra   |
| Scout             | Mike Ford       |
| Kit Manager       | Simon Jenkins   |

### Board of directors
- Atualizado até 17 November 2022[247]

| Position                   | Name          |
| -------------------------- | ------------- |
| Chairman                   | Nick Blofeld  |
| Football Chairman          | Paul Williams |
| Community Director         | Joy Saunders  |
| Sales & Marketing Director | Jon Bickley   |
| Commercial Director        | Matthew Falk  |
| Director                   | Andrew Pierce |
| Director                   | John Reynolds |

### Managerial history
From 1907 onwards, caretaker managers are not included
- 1907  Ben Hargett
- 1909  Charles Pinker
- 1921  Billy Tout
- 1925  Charles Pinker
- 1927  Ted Davis
- 1937  Arthur Greaves
- 1938  Alex Raisbeck
- 1940  Ted Davis
- 1945  Arthur Mortimer
- 1947  Vic Woodley
- 1950  Eddie Hapgood
- 1956  Paddy Sloan
- 1957  Bob Hewison
- 1961  Arthur Cole
- 1963  Malcolm Allison
- 1964  Ivor Powell
- 1967  Arnold Rodgers
- 1970  Johhny Petts
- 1971  Dave Burnside
- 1973  Roy Bence
- 1973  Bert Head
- 1975  Jack Smith
- 1976  Brian Godfrey
- 1979  Micky Burns
- 1979  Bob Boyd
- 1980  Stuart Taylor
- 1982  Bobby Jones
- 1988  Les Alderman
- 1989  George Rooney
- 1991  Tony Ricketts
- 1996  Steve Millard
- 1998  Paul Bodin
- 2001  Alan Pridham
- 2003  Gary Owers
- 2005  John Relish
- 2008  Adie Britton
- 2012  Lee Howells
- 2016  Gary Owers
- 2017  Jerry Gill

## Títulos

### Liga
- Southern League (D4): 2

1929–30, 1932–33
- Southern League (D5): 2

1959–60, 1977–78

### Copa
- Southern Football League Cup: 1

1978–79